# Азартні ігри

Картярі-шулери. Караваджо, 1594

Аза́ртні і́гри — рід ігор, в яких виграш і програш залежать головним чином від випадку, удачі й набагато менше — від уміння гравця. Зазвичай, в азартні ігри грають на гроші, тобто винагородою за виграш є матеріальне надбання, тоді як програш карається матеріальною втратою.
Слово «азарт» це переклад французького слова hazard, що означає «випадок». Тож азартні ігри — це ігри, побудовані на випадку. Не випадково азартні ігри називалися за старих часів фатальними або відважними іграми та протиставлялися комерційним або статечним іграм. У європейських мовах азартні ігри так і називаються: ігри випадку.
У сенсі гри на гроші азартною може бути будь-яка гра, включно з цілком логічними й невипадковими, як, наприклад, шахи або го. В такому розумінні азарт означає завзяття, збудження. Гра на гроші є способом збагачення для одних, а для інших — тільки маревом швидкого збагачення, що обертається важкими втратами. Іноді гра на гроші стає залежністю, від якої людині дуже важко вилікуватися.

## Історія виникнення

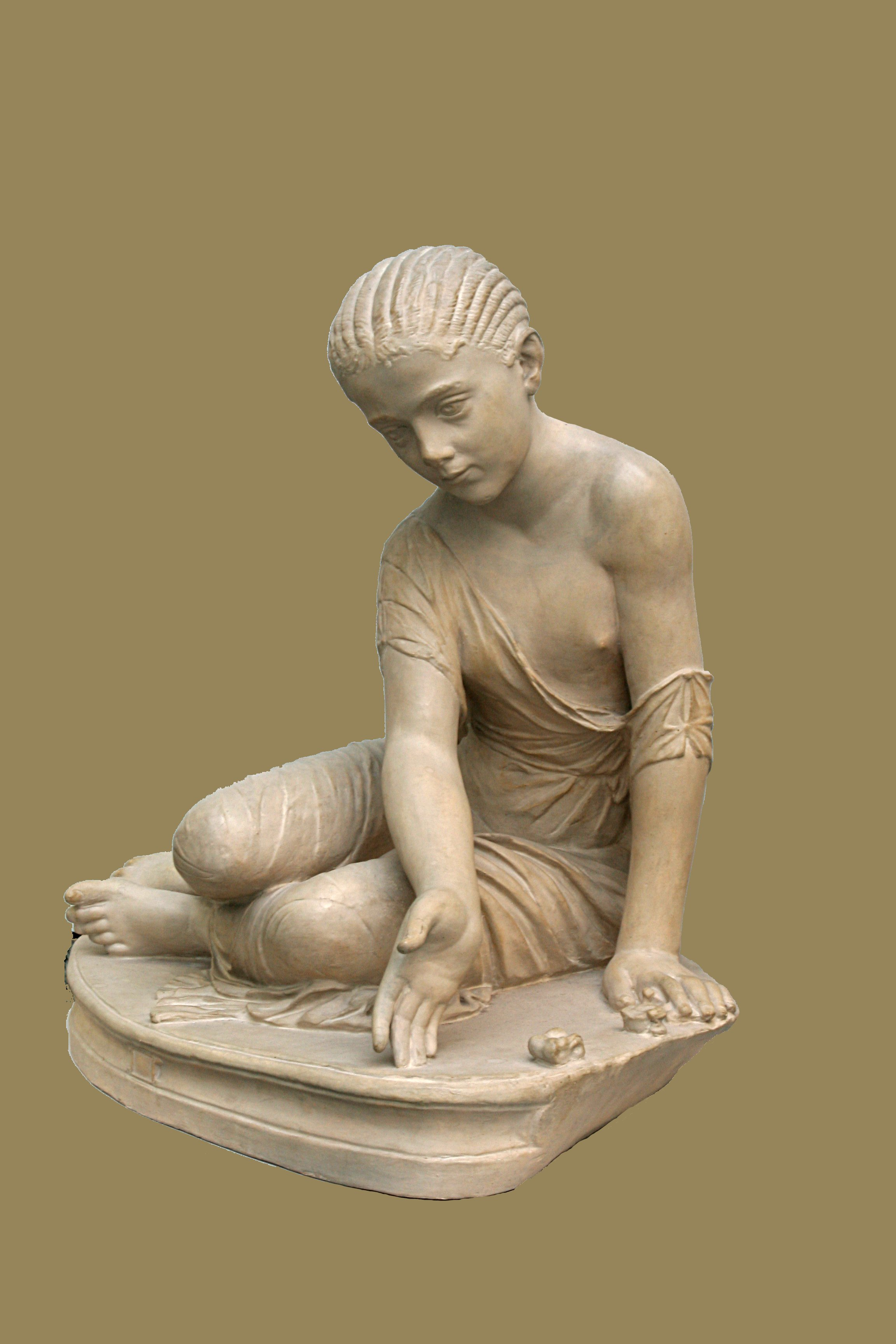
Давньоримська скульптура дівчини, що грає з астрагалами, 130—150 рр. до н. е.

Азартні ігри з'явилися на зорі людства. Їхня історія починається із гральних кісточок, які виготовляли з астрагалів. Винахід цієї розваги, джерела радостей і нещасть, приписується й індійцям, і єгиптянам, і грекам в особі Паламеда. Наприклад, при розкопках у Єгипті знаходили гральні кісточки різної форми — чотиригранні, дванадцятигранні й навіть двадцятигранні. Але оперування, скажімо, із двадцятигранниками вимагало вже деякого розумового напруження для проведення арифметичних дій. Тому кісточки з формою, відмінною від кубічної, застосовувалися в основному для пророкування долі.
Популярність гри в кісточки в Стародавній Греції, у Стародавньому Римі й у середньовічній Європі була винятково велика, в основному, звичайно, серед вищих верств населення й духівництва.
Перші згадки про азартні ігри з'явилися ще за 3500 років до н. е. У Стародавньому Єгипті знайдено фігурки, малюнки на камінні, зображення людей або богів, що кидають бабки. Первісні бабки також віднайдено у розкопках доісторичних стоянок людини ще більш раннього періоду. Шестигранні кісточки також з'явилися задовго до наших днів. У індійському епосі «Махабхарата», написаному, мабуть, понад два тисячоліття тому, часто і детально описується гра в кісточки. Зібрання ведичних гімнів Рігведа містить поему «Скарги гравця», в одній зі строф якої цитується бог Савітр: «Не грай у кісточки, а ори свою борону! Знаходь насолоду у власності своїй та ціни її високо! Доглядай за худобою своєю та за дружиною своєю, нікчемний гравцю! — так каже мені благородний Савітр».
Походження гральних карт, як і самих азартних ігор, оповите історичним туманом. Чи було винайдено карти у XII столітті задля розваги коханок китайського імператора Хуай Цонга чи їх батьківщина Стародавня Індія? А може, карти винайшли у Персії — батьківщині шахів? Історія мовчить про це, проте достеменно відомо, що в Європі карти найперше потрапили до Італії, до комерційної столиці того часу — Венеції між XIII—XIV століттями.
Історія азартних ігор на території сучасної України бере свій початок в ті часи, коли країна знаходиться в складі Російської Імперії. У XVIII—XIX століттях невеликі клуби-казино, незважаючи на загальну заборону на їх проведення, успішно працюють в Києві, Катеринославі, Херсоні та Одесі. Загальна заборона міститься в артикулі 5 глави 16 «Про гру в карти, а також про заставу на гроші та інші речі й про борги, що внаслідок цього виникають» Кодексу України «Права, за якими судиться малоросійський народ», прийнятого в 1773 році.
Захоплення грою в кісточки слугами церкви було настільки значне, що єпископ кембрезійський Вітольд, що не зумів її заборонити, замінив грою в «чесноти». У цій грі замість цифр на гранях кісточок були зображені символи чеснот. Правила гри були складними, нелегким був і підсумок: той хто виграв повинен був направити на шлях істинний (відносно програної чесноти) того ченця, що зазнав поразки. Навряд чи ця підміна радувала служителів культу, тому що, попри те, що державні й церковні діячі неодноразово забороняли ченцям грати в азартні ігри, ті продовжували «тішити біса».
Ще сутужніше було боротися із цією пристрастю в придворних, лицарів, дворян і іншої знаті. Захоплення було наскільки сильне, що існували не тільки ремісники, що виготовляли кістки, але й школи з вивчення премудростей гри.
Грали двома кісточками, а частіше — трьома. Їх струшували в кубку або в руці й кидали на дошку. Ігор існувало безліч. Але, ймовірно, найбільше поширення мала гра — хто викине більшу суму очок.
Гравець струшує кубок рукою й викидає з нього кісточки. Нагору дивляться якісь цифри. Які? Будь-які. Пророчити їх неможливо, тому що тут панує «його величність випадок». Результат події випадковий, тому що залежить від великої кількості неконтрольованих дріб'язків: і як кістки лягли в кубку, і яка була сила й напрямок кидка, і як кожна з кісточок зустрілася з дошкою, на яку кидали кісточки. Досить малюсінької зміни початкової ситуації, щоб повністю змінився кінцевий результат. Таким чином, величезне число факторів робить зовсім непередбаченим результат викиду кісточок, виготовлених без шахрайства.
Якщо тисячі й мільйони дослідів, поставлених у тих самих умовах, завжди приводять до певної події (випущене з руки яблуко падає на землю), то подія називається достовірною. А коли мільйони дослідів показують, що деякий результат ніколи не спостерігається (монета, кинута на стіл, ніколи не зупиняється на ребрі), то такі події називаються неможливими. Випадкові події лежать між цими двома крайностями. Вони іноді відбуваються, а іноді ні, хоча практично умови, при яких ми їх спостерігаємо, не міняються. Випадання грального кубика — класичний приклад випадкової події.
З 1910 року в Україні починається розквіт гри в лото. Законодавства яке регулює порядок організації ігор в лото-клубах не існує. Водночас починається розквіт карткових ігор у Дворянських і Міських зборах. У Києві найпопулярніші місця — Контрактовий будинок, Купецькі збори. Для відкриття клубу для гри в карти необхідно мати місцевий дозвіл, при цьому забороняється проводити в цих клубах азартні ігри, а також ігри, «заборона яких в громадських зборах відбулося урядовим розпорядженням». Це стосується таких ігор як рулетка і баккара. Незважаючи на заборони організації й проведення азартних ігор в даних клубах, саме вони там і проводяться.
У 1913—1914 роках більшість місцевої влади вирішують врегулювати проблеми відсутності правил надання послуг в клубах лото. Їх підсумком, стає прийняття власних нормативно-правових актів по роботі лото-клубів і проводяться в них іграх.
Після прийняття правил гральний бізнес того часу поступово починає входити в цивілізоване русло. При цьому доходи від клубів для гри лото в багатьох містах становлять чи не основу податкових надходжень місцевого бюджету.
Гральний бізнес залишається головним платником податків місцевих бюджетів у низці міст аж до Першої світової війни, коли у 1915 році всі без винятку азартні ігри забороняються.

## Види азартних ігор
Перелічені нижче ігри можуть бути і не азартними, якщо процес грання в них не супроводжується азартом і гра проходить не на гроші
- Гральні кісточки: (кубики з мітками на кожній із сторін від 1 до 6)
- З гральними картами: покер, бакара, двадцять одне (блекджек, очко), орлянка, преферанс, деберць, штос
- Рулетки: російська рулетка, американська рулетка, французька рулетка
- Тоталізатор: ставки на спортивні результати, на певні події
- Лотерея:
- інші: «Чу» — гра на монетки, банк, японська гра маджонг
- Гральні автомати: — новий крок минулого століття в гральній індустрії
  - Відеопокер
  - Слот-машина
  - Патінко
- Фентезі спорт

У казино, як правило, наявні декілька видів азартних ігор.
Для порівняння: у комерційних іграх — бриджі, белоті, деберці, нардах, скаті, преферансі і ін. — виграш залежить в більшій мірі від вміння гравця, ніж від сліпого випадку, що виявляється у випаданні тієї або іншої сторони грального кубика або монети, того або іншого розкладу карт тощо. Азартні ігри є основою грального бізнесу.

## Математика азартних ігор
Хоча результат кожної окремої азартної гри залежить від випадку, результати тривалої серії ігор підкоряються певним статистичним закономірностям. Власники рулеток та інших гральних будинків при тривалій грі завжди залишаються у виграші навіть у тому випадку, якщо гра ніяким обманом не супроводжується. Це визначається самими умовами гри. Встановлення умов, при яких гра «справедлива» або «нешкідлива», тобто дає обом сторонам абсолютно однакові шанси на виграш, так само як і умов, що забезпечують при виробництві гри у великому масштабі (тобто при досить великому числі її повторень) певний виграш однієї сторони, становить предмет математичних досліджень, що належить до області теорії ймовірностей. Проте, існують онлайн-сервіси, які дозволяють безкоштовно перевірити гіпотези на різних гральних автоматах не ризикуючи своїми грошима за допомогою демоверсій різноманітних «слотів».
Практична потреба визначення правильної стратегії в азартних іграх лежала в основі розвитку таких областей математики, як теорія ймовірностей та комбінаторика. Ці області математики були розвинуті ще в 16-17 століттях, тоді як теорія ігор з'явилася набагато пізніше.
З азартними іграми зв'язані деякі математичні парадокси, наприклад, санкт-петербурзький парадокс.

## Економіка
За даними журналу The Economist сумарний об'єм програшу (об'єм ставок мінус об'єм виграшу) включаючи казино, спортивні ставки, лотереї та інше, склав в 2011 році суму, приблизно еквівалентну 350 млрд дол. США. При цьому 50 млрд припало на частку ставок онлайн.
Перші три місця по долі програшу в світовому об'ємі зайняли: Гонконг — 32 %, Швеція — 23 %, Велика Британія — 21 %.

## Ігрові зони
- Лас-Вегас
- Монте-Карло
- Азов-Сіті
- Макао
- Сінгапур

## Законодавство
Законодавство багатьох країн забороняє гру на гроші. Така ситуація була, наприклад, у СРСР, оскільки вважалося, що гра на гроші дає нетрудові доходи. Водночас існували державні лотереї. З розпадом СРСР заборона азартних ігор в нових державах, зокрема в Україні, була знята, й з'явилося чимало приватних казино й гральних автоматів. У 2009 році було знову введено заборону на азартні ігри, з набуттям чинності Закону України про заборону азартних ігор. Більшість казино було закрито. У 2020 році азартні ігри в Україні знову було легалізовано, відповідний закон був підписаний президентом Зеленським 11 серпня і набрав чинності 13 серпня 2020 року. У березні 2021 року КРАІЛ видала першу ліцензію компанії на відкриття залів гральних автоматів. 4 грудня 2024 року Верховна Рада України ухвалила в другому читанні та в цілому законопроєкт № 9256-д щодо посилення контролю на гральному ринку та ліквідації КРАІЛ.
В США на федеральному рівні гра на гроші дозволена, однак юрисдикція в цьому питанні передана окремим штатам, у більшості з яких гра на гроші заборонена. Азартні ігри дозволені в штаті Невада, столиця якого, Лас-Вегас стала світовим центром грального бізнесу. Дозволені казино в Атлантик-Сіті та в індіанських резерваціях, на території яких закони штатів не діють
Лудоманія  — це патологічна пристрасть до азартних ігор, в результаті чого нівелюються моральні, сімейні, матеріальні та професійні цінності людини. Сучасні казино зацікавлені в плідній і продуктивному тривалій співпраці з клієнтами, тому роблять все можливе, щоб звести ризик виникнення лудоманії до мінімуму.

## Азартні ігри та організована злочинність
Підпільні азартні ігри є одною зі складових елементів доходу американської мафії, а також організованої злочинності інших країн. Часто невдасі позичаються гроші в борг, які він повинен віддати зі значним процентом (може сягати декількох відсотків у день).

## Негативні наслідки
Проблемна залежність від азартних ігор має багато симптомів. Гравці часто грають знову, щоб спробувати відіграти програні гроші, а деякі грають, щоб позбутися почуття безпорадності та тривоги.
У Великій Британії Управління з рекламних стандартів засудило кілька букмекерських контор за рекламу, замасковану під новини, в якій неправдиво стверджувалося, що людина погасила борги та оплатила медичні витрати, граючи в азартні ігри в Інтернеті. Компаніям загрожують штрафи.
Дослідження, проведене у 2020 році в 32 країнах, показало, що чим більше азартних ігор у тій чи іншій країні, тим більш волатильні ціни на фондовому ринку цієї країни. Легалізація ставок на спорт онлайн зменшує заощадження домогосподарств, зменшує інвестиції з позитивною очікуваною вартістю та збільшує фінансові труднощі.

## Ставлення до азартних ігор
Боротьба з побічними явищами, пов'язаними з надмірним гральним азартом, з давніх-давен становила одне із завдань адміністративної та кримінальної політики майже у всіх країнах світу. Суспільно-шкідливі сторони зводяться до розвитку в населенні погоні за легким нетрудовим доходом, який часом швидке збагачення, але часто призводить до залежності та зубожіння; до спокуси ризикувати чужим коштом, внаслідок чого збільшується кількість витрат і привласнень; до розвитку гральних обманів, збільшення кількості осіб, які живуть за рахунок інших. Зобов'язання, сформовані у процесі азартних ігор, здебільшого відносяться до так званих натуральних зобов'язань, які не захищені позовним правом, крім випадків незаконного втягнення або примусу до гри.
Незважаючи на азартний характер, покер на сьогодні у законодавчому порядку визнаний офіційним видом спорту в низці країн. Федеральний суд Нью-Йорка визнав, що покер є грою, де «переважний вплив на результат робить майстерність». Спортивний бридж офіційно визнаний Міжнародним олімпійським комітетом як вид спорту та увійшов до програми Перших Всесвітніх інтелектуальних ігор у Пекіні в 2008 році.

### Радянський час
У радянському праві в період, що передує новій економічній політиці, різноманітні азартні ігри суворо переслідувалися як вид спекулятивного збагачення. 24 листопада 1917 року вийшла постанова Петроградського Військово-революційного комітету про закриття всіх гральних клубів та місць розпусти. Однак серйозної боротьби з гральним бізнесом більшовиками не велося, і він продовжував існувати на нелегальному становищі. Рада комісарів Петроградської Трудової комуни навесні 1918 року розглянула і відкинула пропозицію М. І. Калініна про легалізацію та оподаткування (10-30 % від доходу) гральних закладів Петрограда.
З 9 листопада 1921 року Радою Праці та Оборони РРФСР було дозволено з особливого дозволу виконкомів створення на концесійних засадах гральних клубів, в яких дозволялася платна гра в «неазартні ігри», також дозволявся продаж гральних карт. З кінця 1923 року у зв'язку з соціологічним дослідженням дозвілля петроградських робітників і виявленням негативних явищ, пов'язаних з ними, почалася широка кампанія по закриттю казино, залів для гри в лото та інших гральних закладів в «спальних районах» міст, для чого сформована спеціальна комісія по боротьбі з самогоном, кокаїном і азартними іграми. У травні 1928 року Раднарком заборонив гральні будинки повсюдно, а до Кримінального кодексу була додана стаття 201, яка загрожувала організаторам азартних ігор великим терміном тюремного ув'язнення. Дозволялися лише близькі до азартних ігор лотереї та тоталізатори на іподромах, ця ситуація зберігалася всі наступні роки існування СРСР. Найпопулярнішою і масовою стала державна лотерея «Спортлото», яка розпочала свою діяльність з 1976 року і весь дохід спрямовувала на фінансування спорту, в тому числі проведення Московської олімпіади 1980 року. З 1940 по 1973 рік видом спорту визнавався також бридж, популярний насамперед у Ризі, де з нього проводилися міжнародні турніри, але потім бридж був заборонений як такий, що не відповідає «Моральному кодексу будівника комунізму».
1988 року було дозволено встановити близько 200 гральних автоматів у готелях «Інтурист» для розваг іноземців. Навесні 1989 року в Таллінні відкрилося перше казино, а в серпні казино з'явилося московському готелі «Савой».

### У США
Історики Ліза Морріс і Алан Блок стверджують, що «до 1840-х років гральний бізнес був організований таким чином, що гра велася в переважно на пароплавах, які курсують річками Міссісіпі і Огайо, а також Великими озерами». Потім, незважаючи на заборону, а може, і внаслідок цієї заборони, підпільний гральний бізнес розцвів і на суші, внаслідок чого з'явилося «кілька сумнозвісних „кримінальних міст“».
Що стосується лотерей, то вони були відомі ще в Старому Світі. Королева Єлизавета спеціальною грамотою дозволила проведення першої англійської лотереї, яка була організована у 1569 році. Пізніше, як в Америці, коли вона була колонією Англії, так і в незалежних Сполучених Штатах, лотереї процвітали, оскільки їх добре рекламували й вважали добровільним способом поповнення загальнонародної скарбниці. Однак, через скандали, що регулярно повторювалися, і політичні напади на лотереї, у XIX столітті вони були повсюдно заборонені в США. До практики проведення легальних лотерей повернулися лише 1963 року у штаті Нью-Гемпшир, а в період між 1965 і 1993 роками 35 штатів і округ Колумбія запровадили державні монополії на організацію лотерей. Останнім часом ставлення громадськості до азартних ігор США змінюється в бік терпимості. За даними науково-дослідного інституту громадської думки Gallup, понад 67 % опитаних висловили думку, що не бачать у цьому явищі нічого поганого і вважають, що заборона на азартні ігри в багатьох штатах не приносить суспільству жодної користі.
Кожен штат встановлює свій звід законів щодо азартних ігор. Існують і загальнофедеральні закони. Регулятори ринку — адміністрації штатів та American Gaming Association (об'єднує учасників ринку — виробників, розповсюджувачів та операторів). Гральний бізнес у США дозволений в індіанських резерваціях, на круїзних кораблях та в штаті Невада. Загальний дохід ринку щорічно становить 71,1 млрд доларів.
У США працює понад 1600 казино. Онлайн гральний бізнес загалом дозволений, проте заборонені фінансові транзакції, пов'язані з онлайн азартними іграми.

### Релігійні погляди

#### Християнство
Хоча Біблія не засуджує азартні ігри, бажання збагатитися неодноразово засуджується в Новому Завіті. Захоплення азартними іграми є приводом для вигнання з сану клірика, як у православ'ї, так і в католицтві; і приводом для відлучення від церкви мирянина в православ'ї

#### Католицизм
Католицька церква дотримується позиції, що азартні ігри не є морально неприйнятними, якщо вони є чесними, всі гравці мають розумні шанси на виграш, не відбувається шахрайства, а сторони, що беруть участь у грі, не мають фактичної інформації про результат ставки (якщо вони не розкрили цю інформацію), та якщо виконуються такі умови: гравець може дозволити собі програти ставку та зупиняється, коли досягнуто ліміту, а мотивацією є розвага, а не особиста вигода, що веде до «любові до грошей» або заробляння на життя. В цілому католицькі єпископи виступають проти азартних ігор в казино на тій підставі, що вони занадто часто підштовхують людей до проблемної азартної поведінки або залежності, і мають особливо негативний вплив на бідних людей; іноді вони також посилаються на побічні наслідки, такі як зростання лихварства, проституції, корупції та загальної аморальності. Деякі парафіяльні пастори також виступали проти казино з додаткової причини, що вони відволікали б клієнтів від церковного бінго та щорічних фестивалів, де такі ігри, як блекджек, рулетка, кості та покер використовуються для збору коштів. Святий Тома Аквінський писав, що азартні ігри повинні бути особливо заборонені в тих випадках, коли програвший гравець є неповнолітнім або з інших причин не може дати згоду на угоду. Азартні ігри часто розглядалися як такі, що мають соціальні наслідки, що було висміяно Бальзаком. З цих соціальних і релігійних причин більшість юрисдикцій обмежують азартні ігри, як це пропагував Паскаль.

##### Протестантизм
Погляди протестантів на азартні ігри різняться: деякі з них або не схвалюють, або забороняють своїм парафіянам брати участь в азартних іграх. Методисти, відповідно до доктрини зовнішньої святості, виступають проти азартних ігор, які, на їхню думку, є гріхом, що живиться жадібністю. Інші конфесії, які не схвалюють азартні ігри, це Об'єднана методистська церква, Вільна методистська церква,
Інші протестанти, які виступають проти азартних ігор, є меноніти, шварценауські брати, квакери Християнська реформатська церква в Північній Америці, Церква лютеранського сповідання, Південна баптистська конвенція, Асамблеї Бога, та Церква адвентистів сьомого дня.

##### Інші християнські конфесії
Інші церкви, які виступають проти азартних ігор, включають Свідків Єгови, Церкву Ісуса Христа Святих Останніх Днів, Іглесія ні Крісто, та Міжнародну Церкву Бога.

#### Юдаїзм
Стародавні єврейські власті негативно ставилися до азартних ігор, навіть позбавляючи професійних гравців права давати свідчення в суді. Хоча в Торі немає згадки про них, ігри засуджуються в Талмуді.

#### Буддизм
Будда в Сінгаловада-сутрі назвав азартні ігри джерелом руйнування.
До професій, які вважаються такими, що порушують заповідь про аборону крадіжки, відноситься робота в індустрії азартних ігор.

#### Індуїзм
Стародавні індуїстські поеми, такі як «Плач гравця» та «Магабгарата», свідчать про існування азартних ігор серед стародавніх індійців, одночасно підкреслюючи їх руйнівний вплив. Текст «Артхашастра» (близько IV століття до н. е.) рекомендує оподаткування та контроль над азартними іграми.

#### Іслам
Серед «улемів» (араб. عُـلـمـاء, вчені (ісламу)) існує консенсус щодо того, що азартні ігри є харамом (араб. حَـرام, гріховними або забороненими). У своїх твердженнях щодо заборони азартних ігор мусульманські правознавці описують їх як такі, що суперечать Корану та загалом шкідливі для мусульманської умми (араб. أُمَّـة, спільнота). Арабський термін для позначення азартних ігор — Майсір.
Вони запитують тебе про алкоголь та азартні ігри. Скажи: «В обох цих речах є великий гріх, хоча вони й приносять деяку користь людям. Але гріх від них більший, ніж користь».— Сура Аль-Бакара
У тих частинах світу, де повністю застосовується шаріат, наприклад в Ачеху, покарання для мусульманських гравців може сягати 12 ударів батогом або одного року тюремного ув'язнення та штрафу для тих, хто надає приміщення для таких практик. Деякі ісламські країни забороняють азартні ігри; більшість інших країн їх регулюють.

#### Бахаїстська віра
Згідно з Найсвятішою Книгою, параграфом 155, азартні ігри заборонені.

## У культурі

### У класичній літературі
Азартним іграм та їхньому впливу на долю людини, яка ними захопилася, було присвячено кілька творів російських класиків. У О. С. Пушкіна на азартній грі зав'язаний сюжет його повісті «Пікова дама». Комедійна п'єса Миколи Васильовича Гоголя «Гравці» піднімає образ шахраїв. Також тему азартної гри як зав'язку сюжету використовував М. Ю. Лермонтов у «Маскараді», «Штоссі» та «Тамбовській казначейші». Ф. М. Достоєвський присвятив роман «Гравець», який розповідає про духовне засліплення людини, сенсом життя якої став азарт. О. Е Мандельштам у вірші «Казино» образно описує свій стан, коли опиняється в оточенні гральних апаратів. У оповіданні «Геніальний гравець» А. Грін вводить у сюжет ідею безпрограшних карт, що вбиває ідею самої гри; в оповіданні «Система» Олександра Івановича Купріна розповідається про непереможного гравця з Монте-Карло, якому через його здібності власники казино закрили доступ до своїх закладів.

### В мистецтві
З кінця XVI століття художники стали зображати азартні ігри, підкреслюючи їхній руйнівний вплив на особистість. Цілі серії подібних зображень створили Віллем Корнеліс Дейстер, Жорж де Латур, Караваджо.

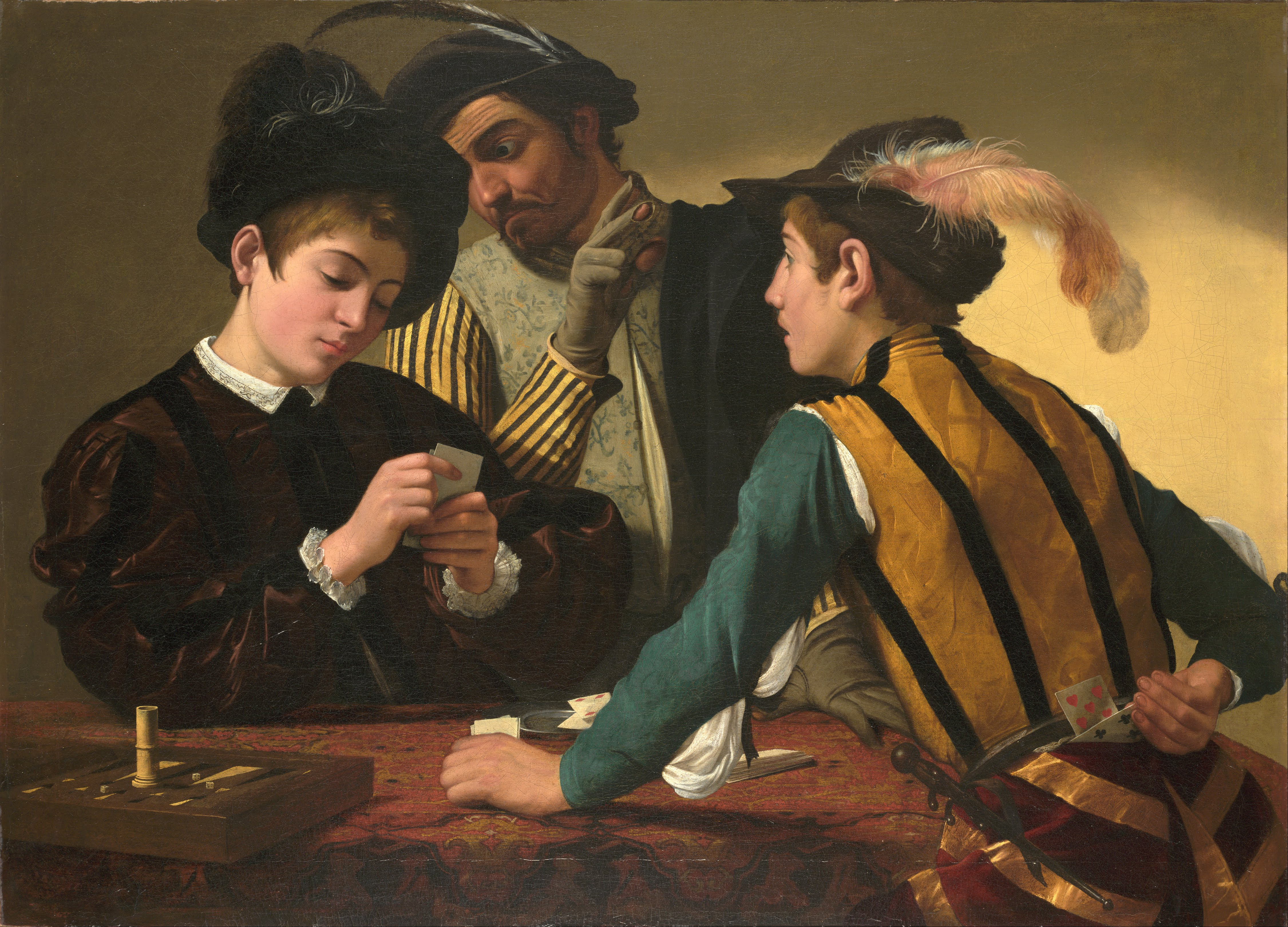
Шулери[en]. Караваджо, 1594
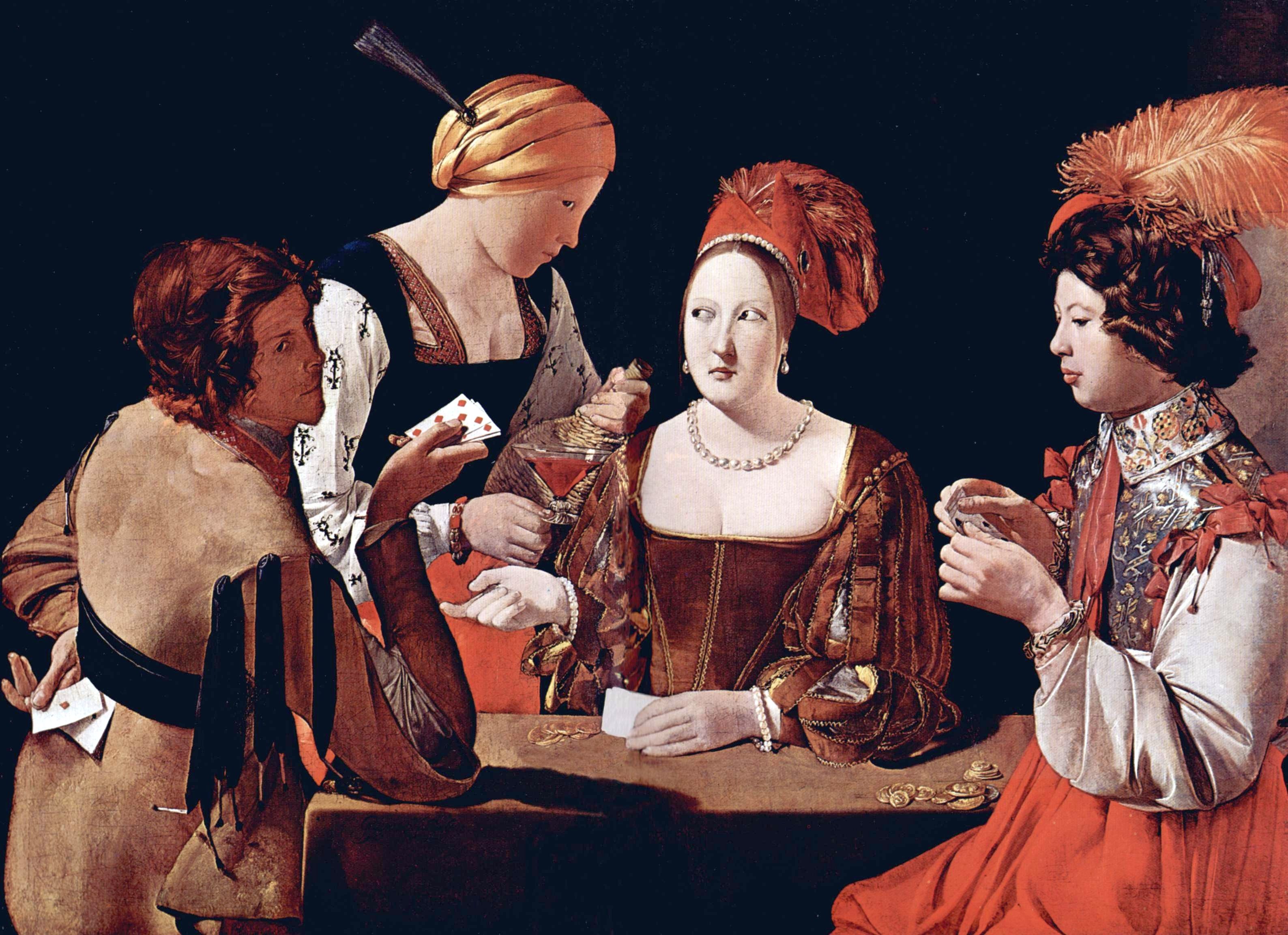
Шулер з бубновим тузом. Жорж де Латур, бл.1630
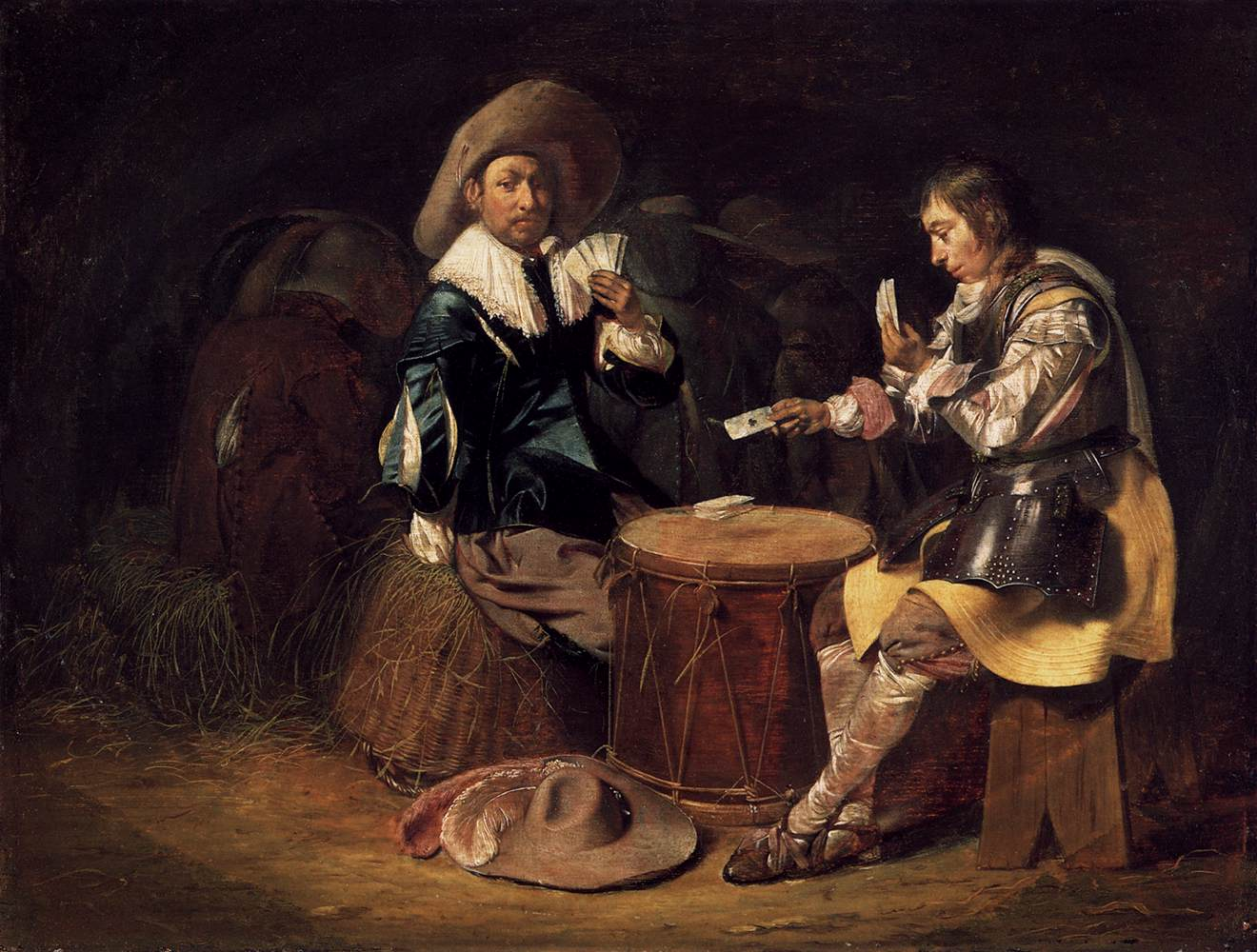
Солдати, які грають у карти. Віллем Корнеліс Дейстер, між 1625 та 1630
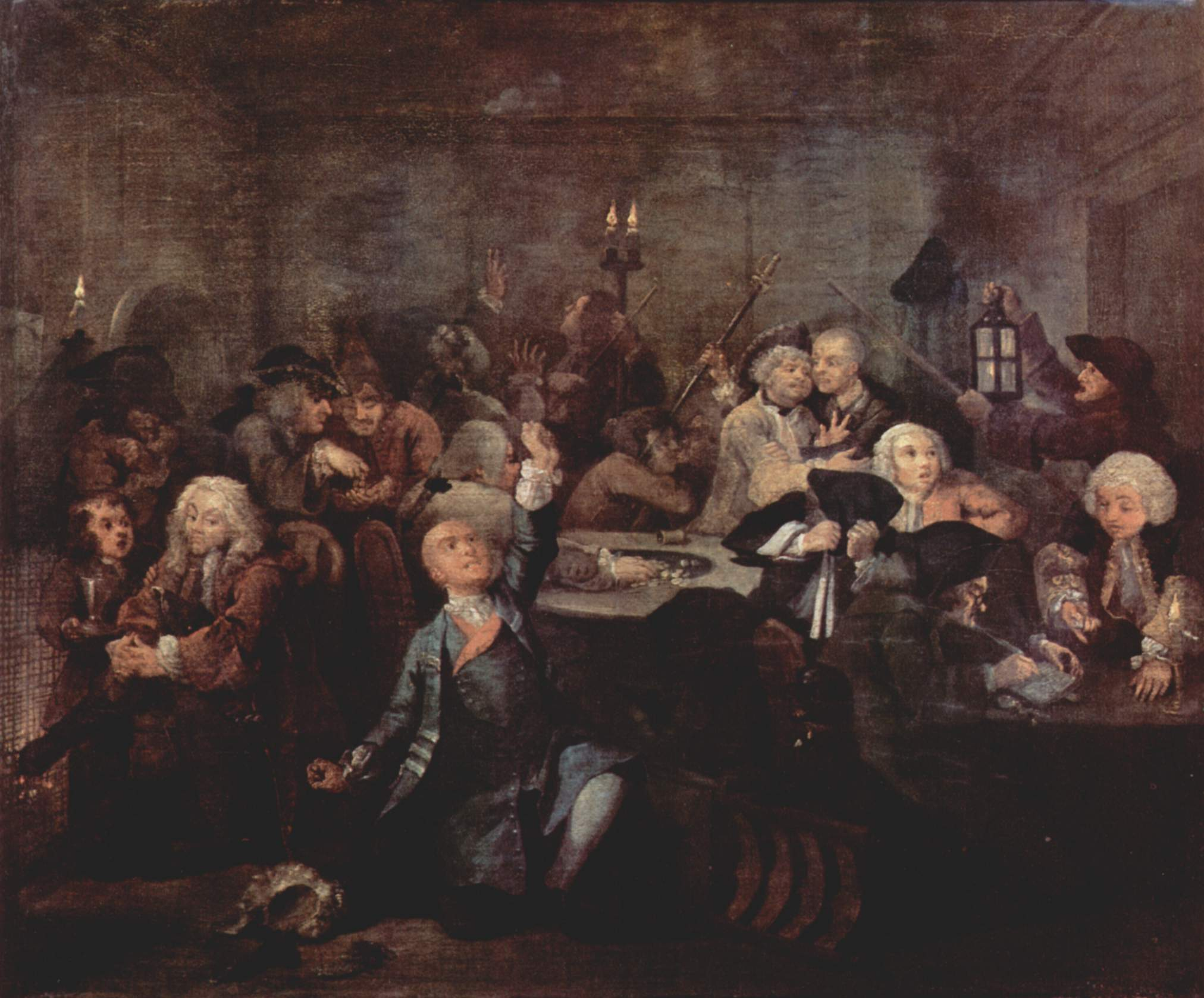
Гральний будинок. Вільям Гоґарт, між 1733 та 1735